# Jean Gallon

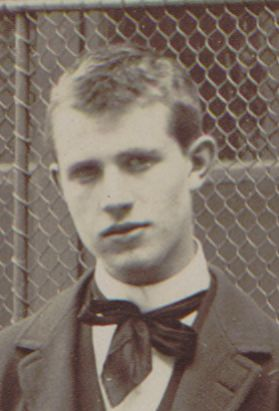
Jean Gallon

Jean Gallon (* 25. Juni 1878 in Paris; † 23. Juni 1959 ebenda) war ein französischer Komponist und Kompositionslehrer.

## Leben und Wirken
Wie sein Bruder Noël Gallon studierte er am Pariser Konservatorium, dessen Konzerte er von 1906 bis 1914 leitete. Er unterrichtete von 1919 bis 1949 Harmonielehre am Conservatoire. Zu seinen Schülern zählten unter anderem Maurice Duruflé, Olivier Messiaen, Henri Challan, Jeanne Demessieux, Jean Rivier und Pierre Sancan. Von 1909 bis 1914 leitete er den Chor der Pariser Oper.
Er komponierte ein Ballett, eine Messe, sechs Antiphonen für Streicher und Orgel sowie Lieder.